# 猴场苗族布依族乡
猴场苗族布依族乡是中华人民共和国贵州省六盤水市水城区下辖的一个民族乡。

## 行政区划
猴场苗族布依族乡下辖以下村级行政区划单位：
猴场村、长寨村、补那村、红星村、打把村、小田坝村、黄果树村、格支村、双贡村、幸路村和火把村。